# Escuela de Administración y Dirección de Empresas Sloan
La Escuela de Administración y Dirección de Empresas Sloan del MIT (MIT Sloan School of Management en idioma inglés) es la escuela de negocios del Instituto de Tecnología de Massachusetts, en Cambridge (Massachusetts, EE. UU.). 
MIT Sloan es una de las escuelas de negocios más importantes del mundo (cuarta en el ranking de U.S. News 2008), caracterizada por su rigor investigador y su perfil internacional (sus estudiantes y profesores representan más de 60 nacionalidades). 
Sloan comenzó en 1914 como el programa de gestión de ingeniería dentro del departamento de Economía y Estadística. El máster en Gestión empresarial comenzó en 1925 (posteriormente se cambiaría su nombre por el de MBA, máster en Gestión y Administración de Empresas). En 1931 se creó el programa MIT Sloan Fellows, el primer programa de educación para ejecutivos en el mundo.
La escuela de negocios debe su nombre a Alfred P. Sloan Jr., graduado en MIT en 1895 que llegó a ser Presidente de General Motors en 1923.